# Giurassico inferiore
| Periodo                                                                                      | Epoca                | Piano          | Età (Ma)    |
| -------------------------------------------------------------------------------------------- | -------------------- | -------------- | ----------- |
| Cretacico                                                                                    | Cretacico inferiore  | Berriasiano    | Più recente |
| Giurassico                                                                                   | Giurassico superiore | Titoniano      | 149,2 ± 0,7 |
| Giurassico                                                                                   | Giurassico superiore | Kimmeridgiano  | 154,8 ± 0,8 |
| Giurassico                                                                                   | Giurassico superiore | Oxfordiano     | 161,5 ± 1,0 |
| Giurassico                                                                                   | Giurassico medio     | Calloviano     | 165,3 ± 1,1 |
| Giurassico                                                                                   | Giurassico medio     | Bathoniano     | 168,2 ± 1,2 |
| Giurassico                                                                                   | Giurassico medio     | Bajociano      | 170,9 ± 0,8 |
| Giurassico                                                                                   | Giurassico medio     | Aaleniano      | 174,7 ± 0,8 |
| Giurassico                                                                                   | Giurassico inferiore | Toarciano      | 184,2 ± 0,3 |
| Giurassico                                                                                   | Giurassico inferiore | Pliensbachiano | 192,9 ± 0,3 |
| Giurassico                                                                                   | Giurassico inferiore | Sinemuriano    | 199,5 ± 0,3 |
| Giurassico                                                                                   | Giurassico inferiore | Hettangiano    | 201,4 ± 0,3 |
| Triassico                                                                                    | Triassico superiore  | Retico         | Più antico  |
| Suddivisione del Giurassico secondo la Commissione internazionale di stratigrafia dell'IUGS. |                      |                |             |

Nella scala dei tempi geologici, il Giurassico inferiore o Lias, è la prima delle tre epoche in cui è suddiviso il periodo Giurassico.
Esso si estende cronologicamente da circa 199,6 ± 0,6 a circa 175,6 ± 2,0 milioni di anni fa (Ma). È preceduto dal Triassico superiore, terza e ultima epoca del Triassico, e seguito dal Giurassico medio.

## Etimologia
Il nome Lias, con cui era precedentemente conosciuto specialmente nella letteratura anglosassone del XIX e XX secolo, sembra derivare dalla pronuncia dialettale della parola inglese "layers" (strati), pronunciata "laias" da parte dai cavatori di pietra delle coste inglesi o dei marinai addetti al trasporto di questo tipo di calcare, particolarmente dagli affioramenti nelle coste del Galles.

## Suddivisioni
La Commissione Internazionale di Stratigrafia riconosce per il Giurassico inferiore la suddivisione in quattro piani ordinati dal più recente al più antico secondo il seguente schema:
- Toarciano: da 183,0 ± 1,5 a 175,6 ± 2,0 (Ma)
- Pliensbachiano: da 189,6 ± 1,5 a 183,0 ± 1,5 (Ma)
- Sinemuriano: da 196,5 ± 1,0 a 189,6 ± 1,5 (Ma)
- Hettangiano: da 199,6 ± 0,6 a 196,5 ± 1,0 (Ma)

## Definizioni stratigrafiche e GSSP
La base del Giurassico inferiore, nonché dell'intero periodo Giurassico, coincide con quella del suo primo piano, l'Hettangiano, ed è definita dalla prima comparsa negli orizzonti stratigrafici dei fossili di ammonite della specie Psiloceras spelae, del genere Psiloceras, ben al di sopra della netta escursione negativa dell'isotopo del carbonio.; mentre la sommità del periodo è contrassegnata dalla scomparsa dall'ammonite, Pleydellia aalensis (Toarciano).

### GSSP
Il GSSP, il profilo stratigrafico di riferimento della Commissione Internazionale di Stratigrafia, per l'inizio dell'Hettangiano (e quindi del Giurassico) è stato ratificato nel 2010 in una sezione a Kuhjoch, nel Tirolo Austriaco (coordinate: 47.4839ºN, 11.5306ºE).

## Affioramenti
Importanti affioramenti del Lias si trovano nelle coste inglesi, in particolare nella contea di Dorset e in quella di Yorkshire. 
Le facies del Giurassico inferiore di quest'area sono prevalentemente costituite da argilla, calcare e silt depositatisi in ambiente marino. Particolarmente rappresentative del periodo sono le scogliere del Vale of Glamorgan, nel sud del Galles, che si estendono per oltre 20 km poco discosto da Cardiff.
In Italia i calcari marini di epoca liassica si rinvengono in molte zone delle Alpi meridionali di Lombardia, Trentino, Veneto, nella Toscana, nell'Appennino centrale; inoltre in molte altre parti del paese. Spesso consentono studi bio e cronologici dettagliati, tramite ammoniti, fossili guida (Venturi e al. 2010 in biblio.).
In alcune zone del Trentino quali Marco di Rovereto o Dro, all'interno di formazioni liassiche ubicate su superfici di strato messe a nudo da frane per scivolamento, sono state scoperte piste fossili di dinosauro.

## Forme di vita

### Ammoniti
In questa epoca le ammonoidea, che erano quasi scomparse dopo l'estinzione di massa della fine del Triassico, ebbero una radiazione notevole che le portò a sviluppare una grande diversità di forme dando luogo alle vere e proprie ammoniti (Ammonitoidi). La loro evoluzione fu così rapida e importante che i loro gusci fossilizzati sono utilizzati come fossili guida per stabilire la datazione e identificare i limiti inferiori e superiori dei periodi geologici.

### Rettili marini
Il Giurassico inferiore fu periodo di tempo importante per lo sviluppo dei rettili marini. Nell'Hettangiano i rettili già comparsi durante il Retico, come ichthyosauria e plesiosauri, si svilupparono ulteriormente e inoltre comparvero nuove specie come il Temnodontosaurus, Eurycleidus, Macroplata e Rhomaleosaurus. Erano tutti plesiosauri con collo di lunghezza media e testa larga.
Nel Toarciano, l'ultimo stadio di questa epoca, fecero la loro comparsa i thalattosuchia (i coccodrilli marini), nuove specie di ichtyosauri come Stenopterygius, Eurhinosaurus e il primitivo Suevoleviathano, e plesiosauri come elasmosauri (dal collo lungo), Microcleidus, Occitanosaurus, e il pliosauro Hauffiosaurus.

### Animali terrestri
Sulla terraferma fecero la loro comparsa nuovi tipi di dinosauri, heterodontosauridi, scelidosauri, stegosauri e tetanurae, che si aggiunsero ai podokesauri, prosauropodi e sauropodi che provenivano dal Triassico. Erano presenti anche piccoli coccodrilli carnivori come sphenosuchidi e protosuchi.
Nella parte bassa della vegetazione si muovevano i primi mammiferi assieme ai tritylodonti, rettili simili ai mammiferi, gli sphenodonti simili a lucertole e i primi Lissamphibia.
Nell'aria nuovi tipi di pterosauri rimpiazzarono quelli scomparsi alla fine del Triassico.